# Kopschild
Een kopschild is een uitwendig benig stuk voorhoofd wat voorkwam bij de orde Conodonta. Mogelijk gebruikten de vissen het schild ter bescherming, of om te wroeten in de grond. Een andere naam voor de orde Osteostraci is dan ook cephalispiden, oftewel kopschildachtigen.